# Artis Lazdiņš
Artis Lazdiņš (* 3. května 1986, Limbaži, Lotyšská SSR, SSSR) je lotyšský fotbalový záložník a reprezentant, hráč klubu FK Jelgava.

## Reprezentační kariéra
Lazdiņš působil v mládežnických reprezentacích Lotyšska.
V reprezentačním A-mužstvu Lotyšska debutoval 19. 6. 2010 v Kaunasu proti národnímu týmu Estonska (remíza 0:0).